# Amenfi West Municipal District
Koordinaten: 5° 49′ N, 2° 26′ W
Der Amenfi West Municipal District liegt im Südwesten Ghanas in der Western Region. Er grenzt im Norden an den Sefwi Wiawso Distrikt, im Osten an den Amenfi Central District, im Süden an die Distrikte Ellembelle und Jomoro und im Westen an den Aowin District und den Sefwi Akontombra District.
Das Klima des Distriktes wird als äquatoriales Monsunklima bezeichnet. Es ist gekennzeichnet durch zwei Regenzeiten, die März – Juli und September – November auftreten. Die Temperaturen verlaufen im Bereich von 24 °C bis 29 °C. In Amenfi West gibt es noch etwas verbliebenen Regenwald und die Subuma Forest Reserve. Die Entwässerung des welligen Distriktgebietes erfolgt über die Flüsse Tano und Ankobra.
Im Distrikt lebten zum Zeitpunkt der Volksbefragung von 2021 129.882 Menschen, davon 55.516 in Städten und 77.366 im ländlichen Bereich. Die mittlere Siedlungsdichte betrug 90 Personen/km². Der Hauptteil der Bevölkerung ist von seinem Ursprung her Wasa.
Neben den einheimischen (und namensgebenden) Wasa stellen andere, zugewanderte Vertreter der Akanvölker wie die Akwamu, Aschanti, Brong und Assin größere Teile der ethnischen Mischung des Distrikts. Hinzu kommen Ewe und Akwapim aus dem Osten Ghanas und Krobo und Gomoan aus den nördlichen Regionen. Diese Zugewanderten finden sich überwiegend in den Kakaoregionen und anderen Gebieten mit exportorientierten Agrarprodukten.
71 % der Bevölkerung leben von der Landwirtschaft. Kochbanane (Plantain), Kassava, Yams, Reis, Kakao, Kaffee und Palmöl sind die wichtigsten landwirtschaftlichen Produkte des Distriktes. Es gibt zwei große Holzfirmen in Samreboi und Manso Amenfi.